# Carolyn Ganes
Carolyn Joyce Ganes (Saskatoon, 10 aprile 1984) è un'ex cestista canadese.

## Carriera
Con il Canada ha disputato due edizioni dei Campionati americani (2001, 2005) e i Giochi panamericani di Santo Domingo 2003.